# Wilke Weermann
Wilke Werner Weermann (* 1. Mai 1992 in Emden) ist ein deutscher Theaterregisseur und Autor. 

## Leben
Weermann studierte Regie an der Akademie für Darstellende Kunst Baden-Württemberg. 2015 organisierte und kuratierte er erstmals das internationale „Furore Festival“ in Ludwigsburg.
Das von ihm verfasste Drama Abraum wurde 2017 an den Münchner Kammerspielen uraufgeführt. 2017 wurde der von ihm geschriebene und unter seiner Regie entstandene Kurzfilm Das Paket veröffentlicht.
Wilke Weermann lebt in Berlin. 

## Theaterregie
- 2017: Der entfesselte Wotan an der Akademie für Darstellende Kunst Baden-Württemberg[6], eingeladen zum Körber Studio junge Regie 2017[7]
- 2017: Wallenstein / Der Zukunft Dunkles Land am Theater Augsburg[8]
- 2018: Fahrenheit 451 am Schauspiel Stuttgart[9], eingeladen zum Radikal Jung Festival 2018[10]
- 2022: Unheim am Schauspiel Frankfurt, Text und Regie als Auftragswerk des Schauspiels[11]

## Auszeichnungen
- 2015: Nominierung für den Retzhofer Dramapreis für Abraum[12]
- 2016: Hauptpreis beim Münchner Förderpreis für deutschsprachige Dramatik für Abraum
- 2017: „Bestes Szenenbild“ beim Watersprite Film Festival für den Kurzfilm Das Paket (Autor, Regisseur)
- 2017: Nominierung beim Deutschen Jugendfilmpreis des Bundes.Festival.Film 2017 für Das Paket[13]
- 2019: Hans-Gratzer-Stipendium[14]
- 2024: Kurt-Hübner-Regiepreis für "Unheim" (Autor, Regisseur)[15]